# Alfred Edwards
Alfred Edwards (ur. 12 października 1850, zm. 4 kwietnia 1923) – brytyjski emigrant, jeden z założycieli włoskiego klubu piłkarskiego A.C. Milan. Także jego pierwszy prezydent.